# Sint-Antoniuskapel (Slavante)
De Sint-Antoniuskapel of Slavantekapel is een barokke kapel opgedragen aan de heilige Antonius van Padua in de gemeente Maastricht in Nederlands Zuid-Limburg. De kapel staat aan de rand van het Slavantebos op de oostelijke helling van de Sint-Pietersberg en het Plateau van Caestert, tevens de westelijke dalwand van het Maasdal. Direct ten noorden van de kapel ligt het buitengoed Slavante. Naast de kapel liggen de wit geschilderde restanten van de oostelijke vleugel van het voormalige Tweede Observantenklooster. Elders op de Sint-Pietersberg bevinden zich de Sint-Rochuskapel en de Lourdesgrot Sint Pieter.

## Geschiedenis

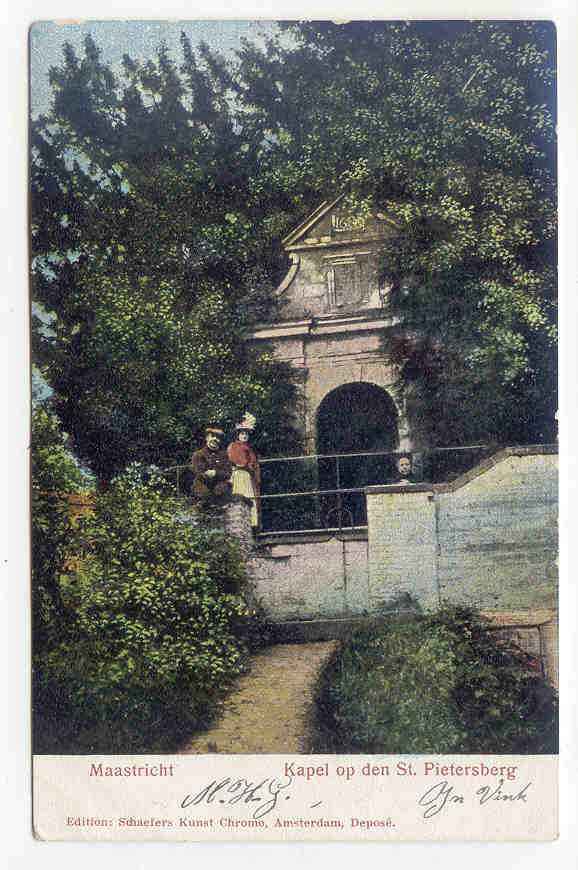
Ansichtkaart, ca. 1900

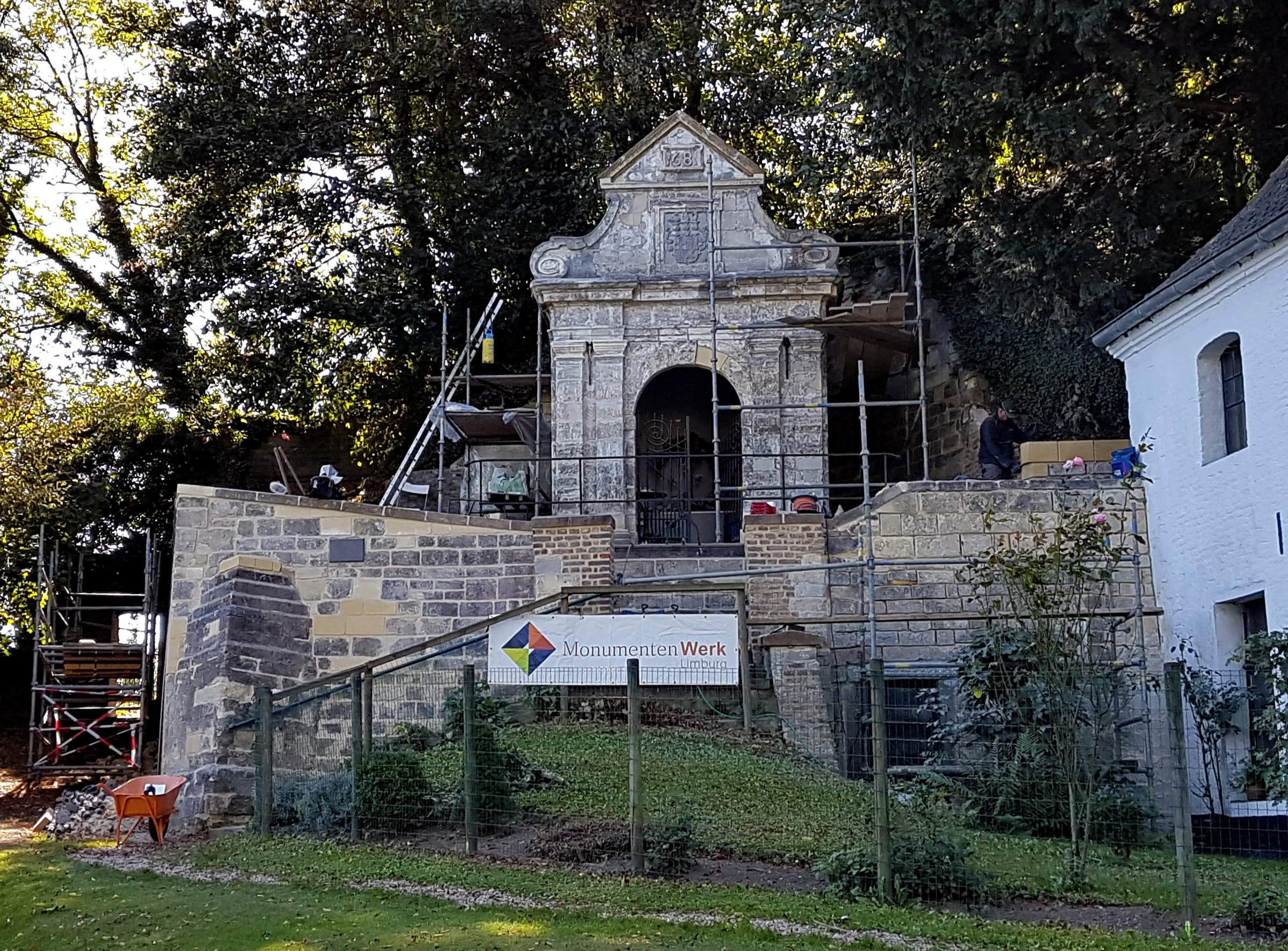
Restauratie in 2016

In de 15e en 16e eeuw stond hier ter plaatse een klooster van de observanten, een hervormingsbeweging binnen de Franciscaner Orde. De naam Slavante is een verbastering van Observanten. In 1578, tijdens de chaotische periode tussen de Spaanse Furie in Maastricht (1576) en het Beleg van Maastricht door Parma (1579), werd het klooster verwoest.
In 1639, na het Verraad van Maastricht, werden de franciscanen uit de stad verbannen. Ze namen toen hun intrek in de restanten van het voormalige klooster van de observanten op de Sint-Pietersberg. Sint Pieter was in die tijd een Luikse heerlijkheid; de Staten-Generaal der Verenigde Nederlanden hadden hier geen zeggenschap en konden de heroprichting van het klooster niet voorkomen. Na het Beleg van Maastricht (1673) mochten de franciscanen van de Franse bezetters terugkeren in de stad, maar het klooster op Slavante bleef eveneens in gebruik (tot 1796).
In 1681 verrees naast het klooster een barokke kapel, genoemd naar de franciscaner heilige Antonius van Padua. Stichter van de kapel was Edmond Godfried van Bocholtz (1615-1690), die landcommandeur was van de balije Biesen van de Duitse Orde en veel op de Commanderij Nieuwen Biesen in Maastricht verbleef. Mogelijk stichtte hij de kapel ter nagedachtenis van zijn op zevenjarige leeftijd overleden achternicht Isabella Godefrida van Hoensbroeck (1674-1681), dochter van Antonius Candidus van Hoensbroeck (1630-1693) en Maria Alexandrina Catharina de Lamargelle (1650-1730). Deze laatste was een dochter van de zus van de landcommandeur, Margaretha van Bocholtz (1609-1697). Isabella's jongere broer, graaf Ulrich Anton van Hoensbroeck (1676-1727), stichtte later te harer nagedachtenis een Antoniusaltaar, waarvan een altaaropzet met opschrift bewaard bleef.
Op initiatief van Victor de Stuers werd de kapel begin 20e eeuw hersteld. Tot 1939 woonde de kluizenaar Antonius Wamsteeker naast de kapel. In 2011-2012 en in 2016 werd de kapel opnieuw gerestaureerd en is een gedenksteen bij de ingang geplaatst. Leden van de stichting Oud Sint-Pieter onderhouden de kapel.

## Beschrijving
De driezijdig gesloten kapel is opgetrokken in mergel en is voorzien van een barokke frontgevel. Deze heeft aan weerszijden van de rondbogige ingang dubbele pilasters met daarboven een geprofileerde kroonlijst en een volutengevel, bekroond door een driehoekig fronton. In dit fronton is een jaarsteen geplaatst met het jaartal 1681. Daaronder prijkt een wapensteen met het wapen van Edmond van Bocholtz. De ingang wordt afgesloten met een ijzeren hek. Aan de binnenzijde is de kapel wit gepleisterd en op een altaar staat een beeldje van Sint-Antonius met op zijn arm het kindje Jezus.
De kapel staat op een verhoogd platform tegen de helling en wordt bereikt via een dubbele trap van baksteen en mergelsteen. Aan de noordwestzijde bevindt zich het 17e-eeuwse kloosterrestant. Tezamen vormen ze sinds 1966 een rijksmonument.

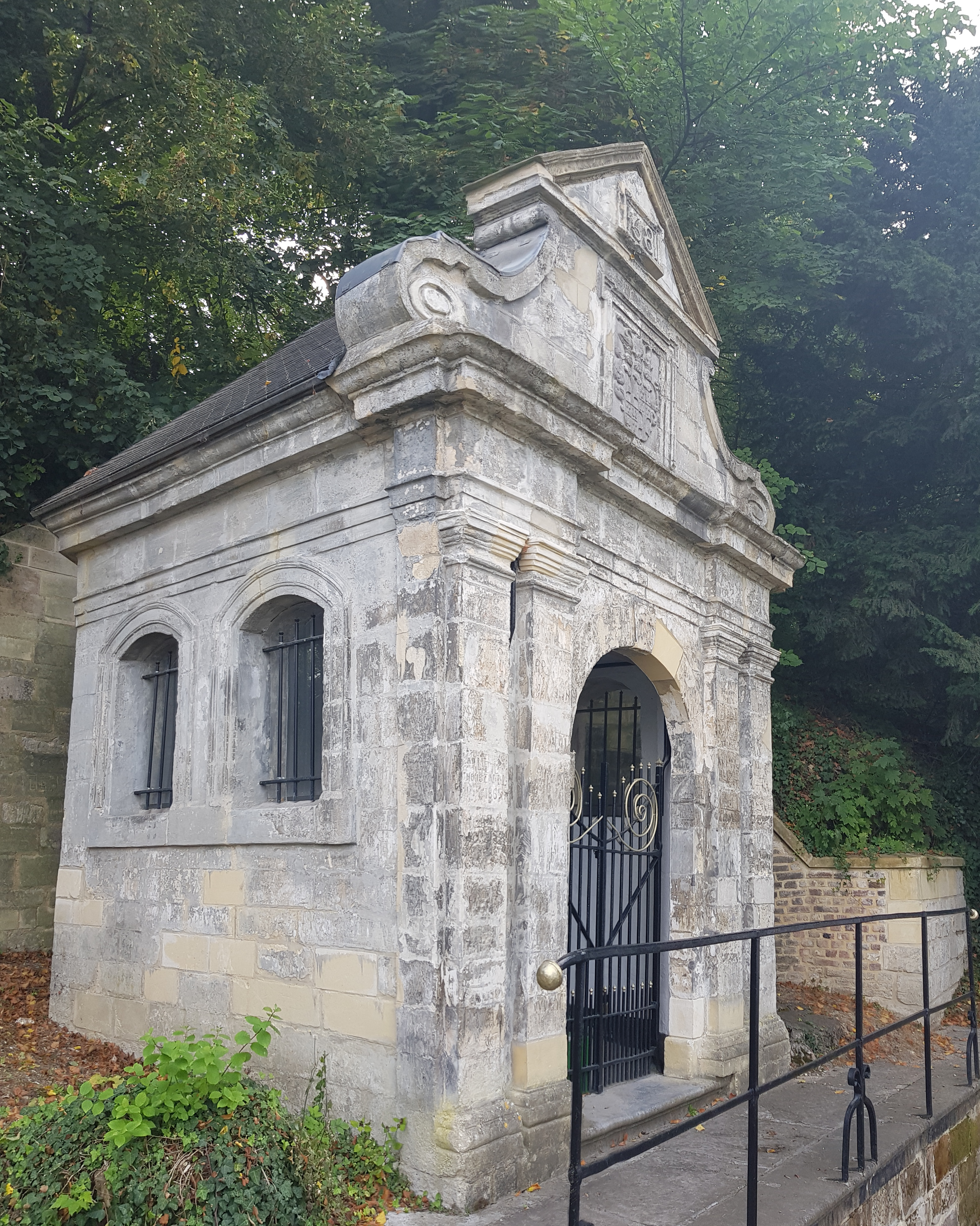
Voor- en zijgevel
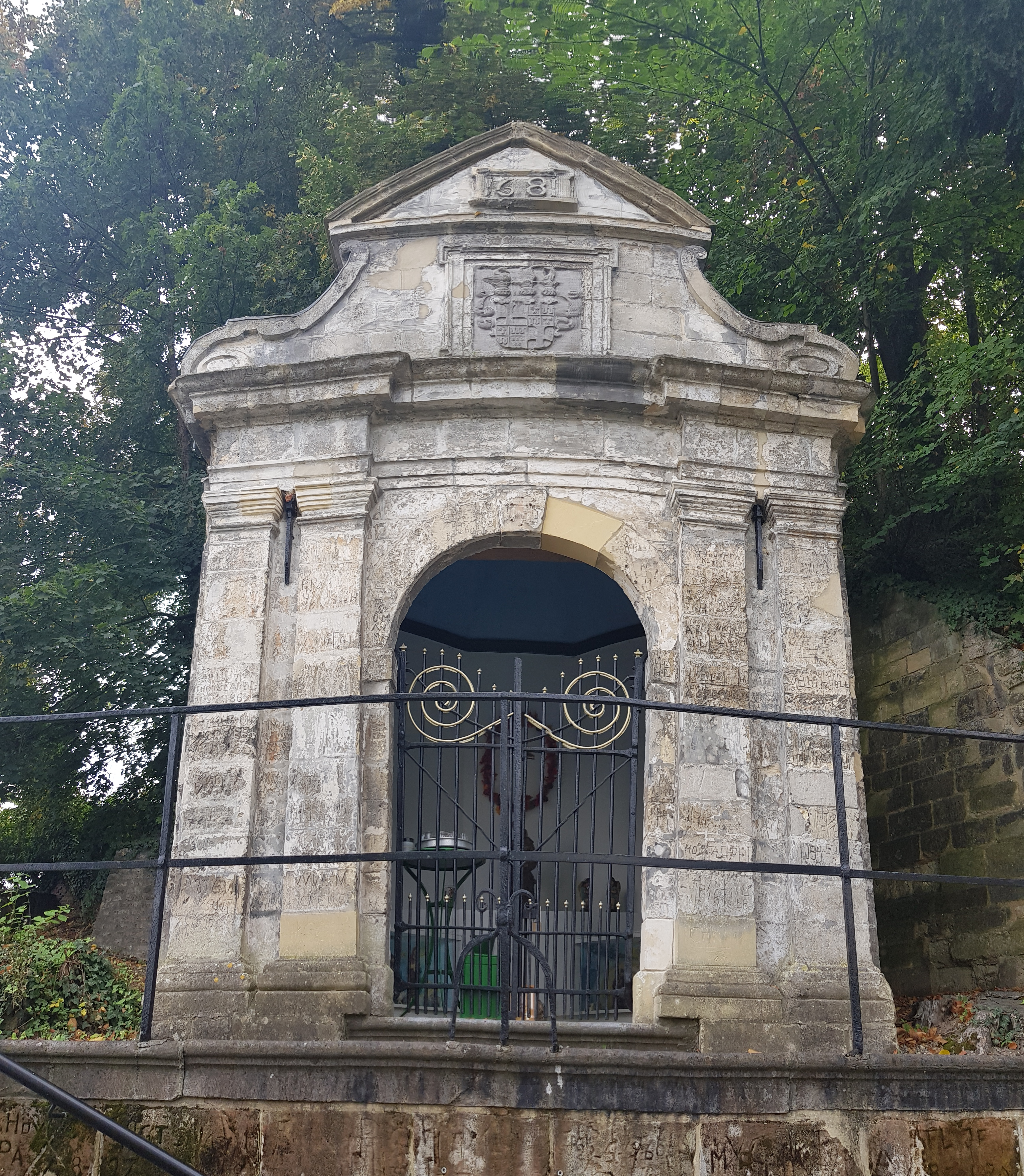
Voorgevel
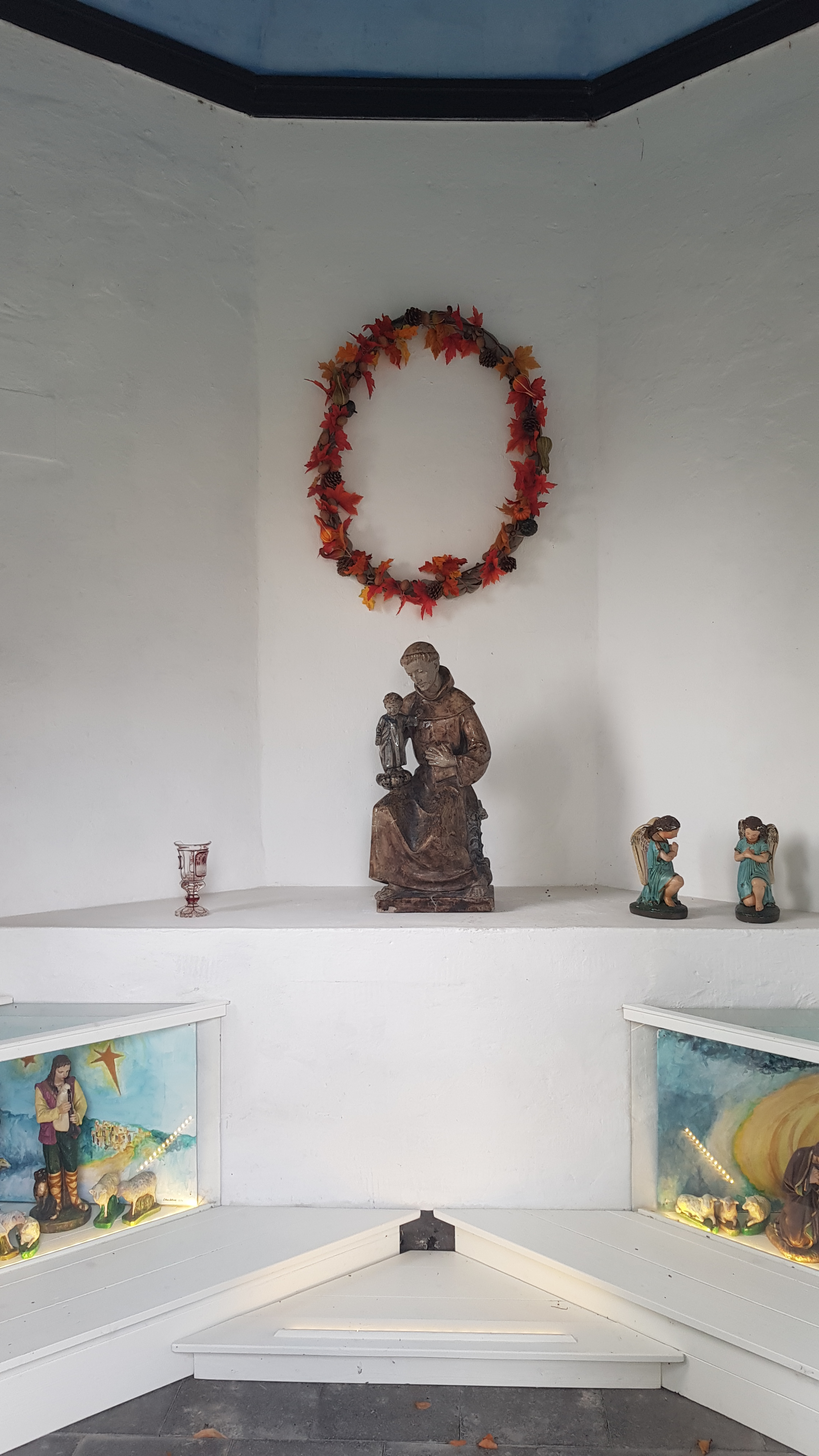
Interieur
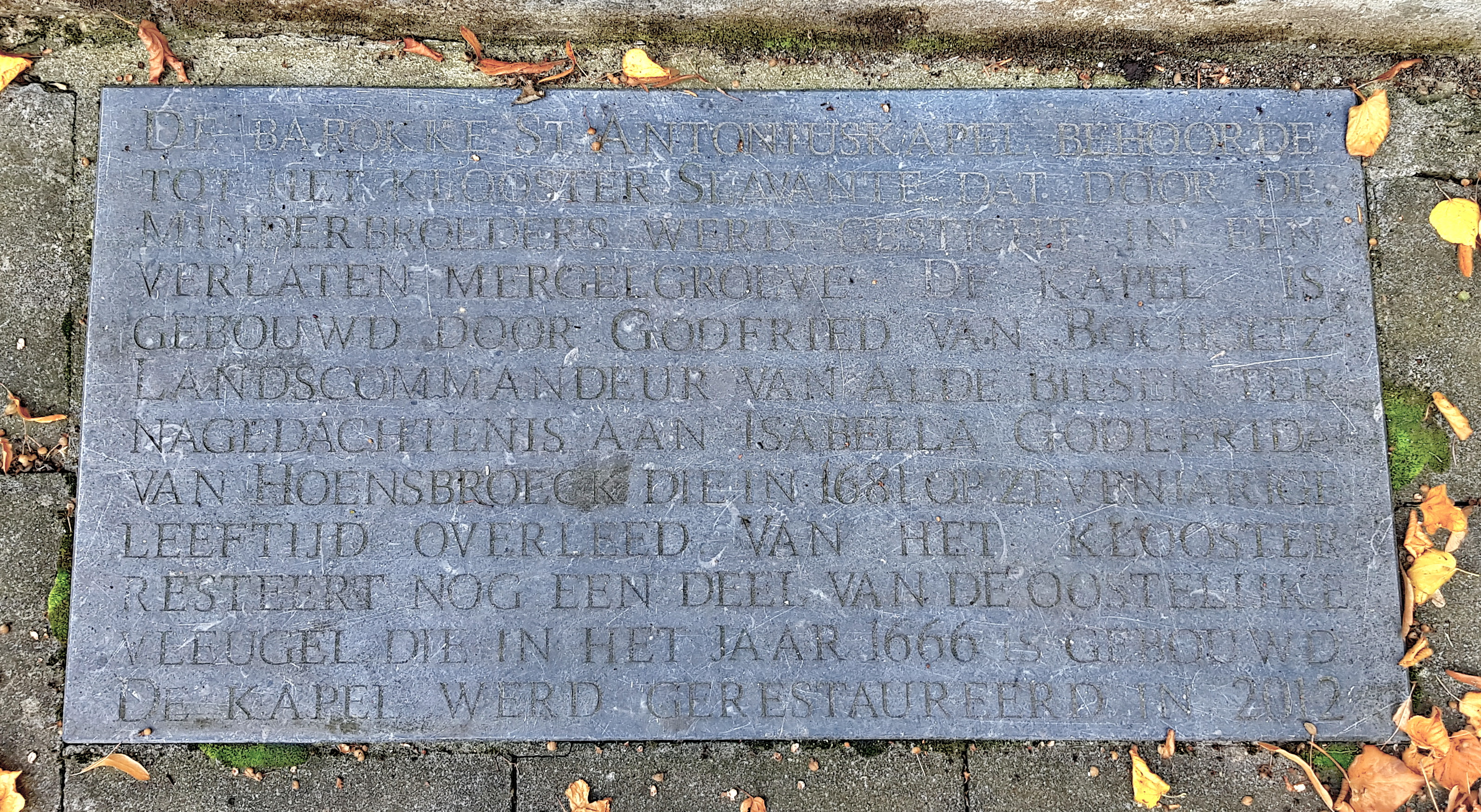
Gedenksteen